# Les Locataires de la maison jaune
Les Locataires de la maison jaune (Mother Carey's Chickens) est un roman américain pour la jeunesse écrit par Kate Douglas Wiggin et publié aux États-Unis en 1911. En France, le roman est paru pour la première fois en 1926.

## Résumé
Une famille sans père composée de quatre enfants, pauvre mais heureuse, améliore la vie des autres. Leur vie à la maison se complique lorsque Julia, une cousine snob, vient vivre avec eux. Les enfants vont éprouver de nombreuses déceptions...

## Éditions françaises[1]
- 1926 : Les Locataires de la maison jaune - Paris : Éditions Hachette, collection « Bibliothèque verte », traduction de Françoise Martin-Guelliot, illustrations d'André Pécoud, 248 p.
- 1938 : Les Locataires de la maison jaune - Hachette
- 1948 : Les Locataires de la maison jaune - Hachette
- 1961 : Les Locataires de la maison jaune - Paris : Éditions Hachette, collection « Nouvelle Bibliothèque rose » no 75, traduction de Françoise Martin-Guelliot, illustrations de François Batet, 191 p.

## Adaptations au cinéma
- 1938 : Bonheur en location, film américain de Rowland V. Lee
- 1963 : L'Été magique, film musical américain de Walt Disney Productions réalisé par James Neilson (adaptation plus libre)